# Florian Klein
Florian Klein, född 17 november 1986 i Linz, är en österrikisk före detta fotbollsspelare som spelade senast för Austria Wien och Österrikes fotbollslandslag. 